# Porella recurva
Porella recurva là một loài rêu tản trong họ Porellaceae. Loài này được (Taylor) Kuhnem. miêu tả khoa học lần đầu tiên năm 1949.